# Смагин, Михаил Алексеевич
Михаил Алексеевич Смагин (род. 26 апреля 1993, Пенза) — российский регбист, столб (нападающий первой линии) команды «Локомотив-Пенза».

## Биография
Воспитанник пензенского регби. С семилетнего возраста занимался каратэ, становился чемпионом Пензенской области.
Затем занимался футболом, где получил травму и несколько месяцев не тренировался. В это время с ним связался регбийный тренер и предложил попробовать себя в новом виде спорта, Смагин согласился и остался в регби на долгий срок. По окончании школы совмещал регби и учёбу в ПГАСУ на автомобильно-дорожном направлении.
В 2012 году Смагин вошёл в основной состав пензенского регбийного клуба «Империя».
В 2015 году проходил срочную службу в ВДВ в 56-й отдельной гвардейской десантно-штурмовой бригаде. За время службы совершил 10 прыжков с парашютом.
В 2019 году Смагин перешёл во вновь созданный клуб «Локомотив-Пенза».

## Карьера в сборной
В 2011 году Михаил Смагин призывался в юниорскую сборную, стал серебряным призёром Чемпионата Европы 2011 года.
В 2019 году был приглашён в сборную клубов ФРР в рамках подготовки сборной России к Кубку Мира 2019 года.

## Семья
Жена — Анна. Есть дочь — Алиса.